# Alicia Rhett
Alicia Rhett (ur. 1 lutego 1915 w Savannah, zm. 3 stycznia 2014 w Charleston) – amerykańska malarka i aktorka, występowała w roli Indii Wilkes w Przeminęło z wiatrem.

## Osobiste życie
Jej matka Isabelle Murdoch imigrowała z Liverpoolu, a ojciec Edmund M. Rhett był oficerem i inżynierem w Savannah. Gdy zginął w I wojnie światowej, przeprowadziła się wraz z matką do Charleston (Karolina Południowa). Tam została aktorką teatralną.
W marcu 1937 George Cukor zaproponował jej rolę Indii Wilkes w Przeminęło z wiatrem. Po sukcesie filmu w 1941 wróciła z Hollywood do Charleston i zrezygnowała z kariery aktorskiej.

## Kariera malarki
Jeszcze przed zagraniem w Przeminęło z wiatrem Rhett pokazała swój talent jako portrecistka. Zrobiła kilka portretów swoich znajomych aktorów. Portret Estellene'a P. Walkera znajduje się w South Carolina State Library. Ilustrowała również książki, w tym South Carolina Indians (1965) napisaną przez Beth Causey i Leila Darby. Namalowała także wyróżniający się obraz rodziny z Atlanty, czterech chłopców, w 1970. Na zlecenie Charlotte Brown namalowała portret swojego przyszłego męża Claudiusa Murraya Lide Sr. W tym samym roku namalowała reprodukcję obrazu Williama Harrisona Scarborougha Siostry Miller. Oba portrety znajdują się w prywatnym domu Claudiusa Murraya Lide'a Jr. w Columbii w Karolinie Południowej.